# Felicjan Jabłoński
Felicjan Władysław Jabłoński, ps. „Stawiński” (ur. 9 czerwca 1897 w Czarnożyłach, zm. 13 października 1978 w Warszawie) – polski urzędnik państwowy, radca ministerialny, magister praw, porucznik piechoty rezerwy Wojska Polskiego, działacz niepodległościowy, kawaler Orderu Virtuti Militari.

## Życiorys

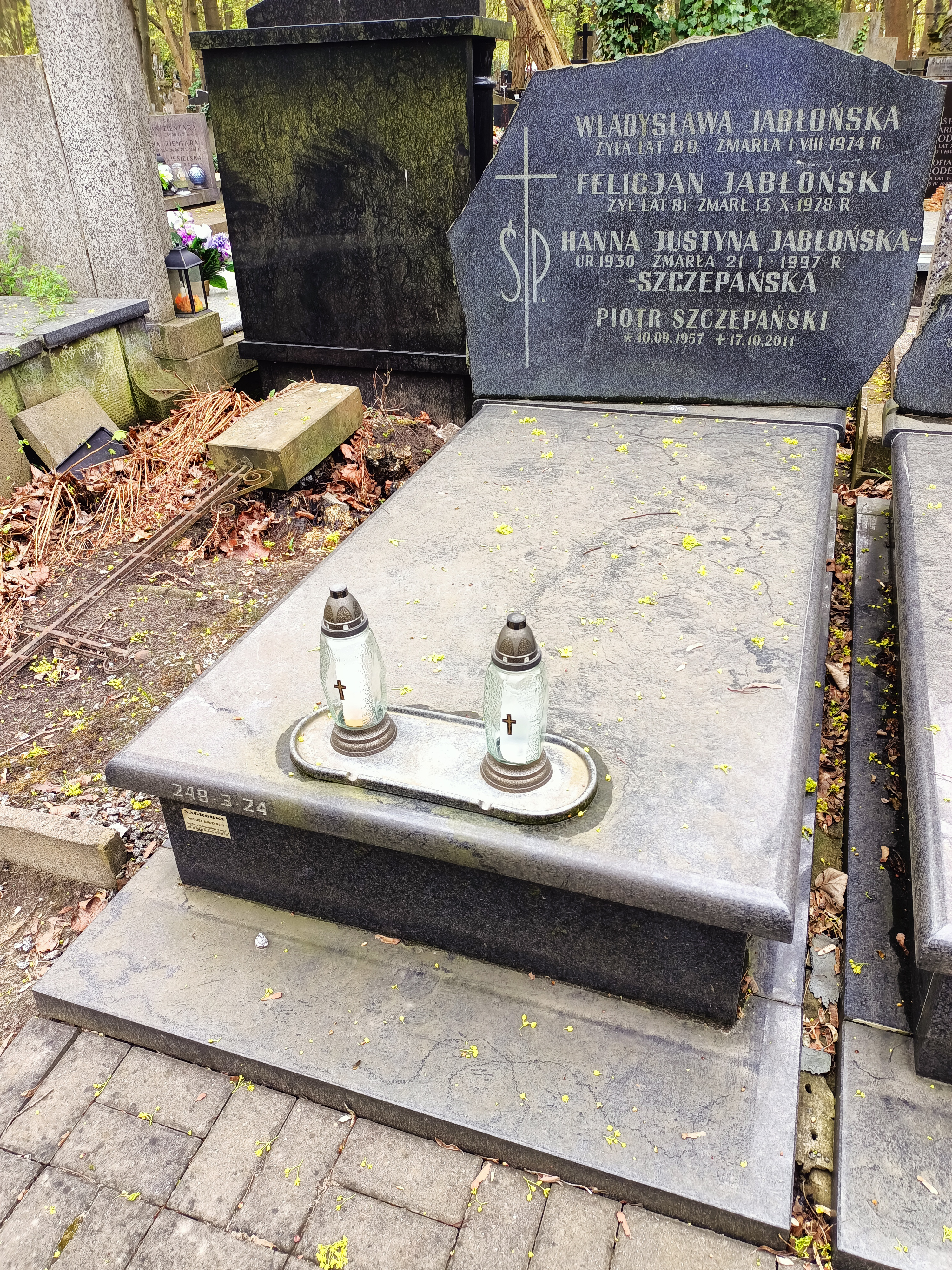
Grób Felicjana Jabłońskiego na Cmentarzu Powązkowskim w Warszawie

Urodził się 9 czerwca 1897 w Czarnożyłach, w ówczesnym powiecie wieluńskim guberni kaliskiej, w rodzinie Symforiana i Marii z Nagórskich. W 1917 ukończył Gimnazjum Rządowe Męskie w Piotrkowie, a w następnym roku rozpoczął studia na Wydziale Prawa Uniwersytetu Warszawskiego. W lutym 1916 został członkiem Polskiej Organizacji Wojskowej w Piotrkowie (od lipca 1917 w Bełchatowie).
W listopadzie 1918 wziął udział w rozbrajaniu oddziałów armii austro-węgierskiej, a następnie wstąpił do Piotrkowskiego Okręgowego Pułku Piechoty, późniejszego 26 pułk piechoty. W czerwcu 1919, w szeregach tego oddziału, wyruszył nad granicę śląską. W następnym miesiącu został odkomenderowany do Szkoły Podchorążych w Warszawie. Od 10 lipca 1919 do 28 lutego 1920 był uczniem 16. klasy. Po ukończeniu szkoły został mianowany podchorążym i przeniesiony do Batalionu Zapasowego 60 pułku piechoty, a w kwietniu skierowany do tego pułku na froncie. Pełnił obowiązki adiutanta I batalionu. 30 lipca 1920 Naczelny Wódz mianował go podporucznikiem piechoty z dniem 1 lipca 1920 i 39. lokatą. Wyróżnił się 22 lipca w walce o wieś Tomasze, 8 sierpnia pod Miedzną i 24 września 1920 w bitwie pod Wołkowyskiem. 31 października 1920 dowódca I batalionu 60 pułku piechoty porucznik Paweł Thomas we wniosku na odznaczenie Orderem Virtuti Militari napisał:

Dn. 22.7.20 podczas odwrotu znad Szczary pod wioską Tomasze zaatakował nieprzyjaciel II/60 pp Wlkp., będący w pierwszej linii, tak silnie, iż tenże nie był w możliwości utrzymać swojej pozycji i począł się cofać. Większy oddział II/60 pp, który zajmował odcinek pod Tomaszami, opuścił już wioskę. Widząc to adiutant I/60 pp ppor. Jabłoński, który udał się do wsi Tomasze celem obserwowania sytuacji, rzucił się do cafającego oddziału i stając na jego czele, z okrzykiem «Niech Żyje» uderzył na nieprzyjaciela. Oddział, zdumiony czynem ppor. Jabłońskiego, poszedł za jego przykładem i nacierając na wroga z wielką brawurą odrzucił go z powrotem, biorąc przy tym kilkunastu bolszewików (między nimi jednego oficera) do niewoli.
Dn. 8.8.20 pod miasteczkiem Miedzna I/60 pp, będący w ariergardzie, został zaatakowany przez nieprzyjaciela. Prawe skrzydło baonu wobec przeważających sił bolszewickich i braku łączności na prawo poczęło się cofać. Ppor. Jabłoński, wysłany na linię celem doniesienia wiadomości iż nadchodzą posiłki, pojechał konno mimo zaciętego ognia do cofającej się linii, poczem biorąc inicjatywę we własne ręce, jego zapowiedzenia, iż nadchodzi pomoc, zdołał zatrzymać cofających się. Przeszedłszy następnie do kontrataku, odbił utraconą pozycję.
Dn. 24.9.20 pod Wołkowyskiem przy rozpoczęciu się nieprzyjacielskiego ataku wysłał dowódca I/60 pp adiutanta ppor. Jabłońskiego, aby podać rozkaz do kontrataku. W gradzie kul obszedł ppor. Jabłoński całą pozycję, po czym na czele pierwszych oddziałów szturmujących miasto rzucił się do kontrataku. Po wycofaniu się z Wołkowyska pozostał ppor. Jabłoński przy ostatnim oddziale, kryjąc odwrót baonu.

17 listopada 1920 został bezterminowo urlopowany celem ukończenia studiów na Wydziale Prawa Uniwersytetu Warszawskiego. W trakcie studiów został zatrudniony w Głównym Urzędzie Ziemskim, a po jego likwidacji w Ministerstwie Rolnictwa i Reform Rolnych. W 1924 ukończył studia i otrzymał dyplom magistra praw. 29 stycznia 1932 prezydent RP nadał mu stopień porucznika z dniem z 2 stycznia 1932 i 185. lokatą w korpusie oficerów rezerwowych piechoty. W listopadzie 1933 nadal pracował w Ministerstwie Rolnictwa i Reform Rolnych na stanowisku radcy z VI grupą uposażenia. Obowiązki zawodowe łączył z społeczną funkcją wiceprezesa Koła Stowarzyszenia Urzędników Państwowych przy Ministerstwie Rolnictwa i Reform Rolnych. W 1934, jako oficer rezerwy pozostawał w ewidencji Powiatowej Komendy Uzupełnień Warszawa Miasto III. Posiadał przydział do 7 pułku piechoty Legionów w Chełmie.
Zmarł 13 października 1978 w Warszawie i został pochowany na Cmentarzu Powązkowskim (kwatera 248, rząd 3, miejsce 24).
Był żonaty, miał dwoje dzieci: Włodzimierza (ur. 11 grudnia 1921) i Hannę Justynę (1930–1997), po mężu Szczepańską.

## Ordery i odznaczenia
- Krzyż Srebrny Orderu Wojskowego Virtuti Militari nr 294 – 18 maja 1921[1][14][15][16]
- Złoty Krzyż Zasługi – 9 listopada 1931 „za zasługi w pracy nad wykonaniem reformy rolnej”[17][3]
- Medal Niepodległości – 27 czerwca 1938 „za pracę w dziele odzyskania niepodległości”[18][19][20]